# Gideon Herman de Rogier
Gideon Herman de Rogier, född 16 november 1738 i Vadstena, död 16 januari 1816 i Norrköping, var en svensk läkare, översättare och författare.

## Biografi
Gideon Herman de Rogier var son till prosten med samma namn. Han erhöll skolundervisning vid Linköpings trivialskola och gymnasium och blev 1757 student vid Uppsala universitet. Han blev filosofie kandidat 1763, filosofie magister, medicine licentiat 1771 och medicine doktor primus 1780. Vid som informator åt två söner till kommerserådet Joachim Daniel Wahrendorff reste de Rogier 1777 till London och Oxford och var 1777-1779 även med dem i Edinburgh, där han studerade medicin och botanik. De besökte sedan Frankrike, Schweiz, Holland och Tyskland. Under resan blev de Rogier vän med den tysk-judiske filosofen Moses Mendelssohn. I Göttingen uppehöll sig de Rogier i ett år och studerade där bland annat veneriska sjukdomar.
År 1782 återkom han till Sverige. Han verkar endast i begränsad omfattning ha ägnat sig åt medicinsk praktik, dock visar påpekanden om att han gett kostnadsfri läkarvård åt många obemedlade att han ägnat sig åt yrket. Han tillhörde Johan Hinric Lidéns vänkrets och var en varm anhängare av upplysningen. De Rogiers litterära verksamhet började med översättningen av Leonhard Eulers "Bref till en tysk prinsessa" (1786-1787), där han även författat en biografi över Euler. Tillsammans med Johan Fredrik Bagge utgav han från 1789 tidskriften Journalisten, som innehöll artiklar i allmänt folkbildande ämnen, ofta översättningar från engelska skrifter. Tidskriften innehöll vackra koppastick av Fredrik Akrel redan 1794 upphörde dock utgivningen. Från 1789 var han även ägare till Ålspånga gård i Bettna socken, där han intresserade sig mycket för nya innovationer inom lantbruket. Redan 1793 sålde han dock gården, och bosatte sig på äldre dagar i Norrköping.
Gideon Herman de Rogier upprätthöll en flitig brevväxling med Johan Hinric Lidén och åtminstone perioden 1779-1782 med Peter Jonas Bergius. Vid sin död testamenterade han en samling på omkring 800 volymer, mestadels inom medicin till Linköpings stiftsbibliotek. Han instiftade även ett stipendium till Linköpings gymnasium.